# Hans Jörg Fahr
Hans Jörg Helmuth Fahr (* 2. November 1939 in Hannover) ist ein deutscher Astrophysiker.

## Werdegang
Fahr studierte ab 1959 Physik, Mathematik und Philosophie an der Universität Bonn und schloss im Februar 1964 mit Diplom ab. Im Juli 1966 promovierte er mit der Arbeit Ionenbewegung in Elektrischen Feldern unter Einfluss von Ladungsaustauschstößen. Er war wissenschaftlicher Mitarbeiter am Institut für Theoretische Physik der Universität Bonn. Im Juni 1971 habilitierte er sich in Astrophysik. Im Juni 1978 wurde er zum Universitätsprofessor ernannt und 2005 emeritiert.
Von 1979 bis 1982 war er Präsident der Commission No. 42 der Internationalen Astronomischen Union.

## Publikationen (Auswahl)
- Zeit und kosmische Ordnung. Carl Hanser Verlag, München, Wien 1995. ISBN 3-446-18055-9.
- Die Illusion von der Weltformel: Was weiß die Wissenschaft wirklich? Frankfurt am Main 2000, ISBN 3-86137-985-6.
- Mit oder ohne Urknall. Das ist hier die Frage. 2. Aufl., Springer Verlag, Berlin Heidelberg 2016, ISBN 978-3-662-47711-3.

## Ehrungen
- 2001: Verdienstkreuz am Bande der Bundesrepublik Deutschland
- 2003: Verdienstkreuz 1. Klasse der Bundesrepublik Deutschland